# 莫尔日河畔瓦雷讷
莫尔日河畔瓦雷讷（法語：Varennes-sur-Morge，法語發音：[vaʁɛn syʁ mɔʁʒ]）是法国多姆山省的一个市镇，属于里永区。

## 地理
莫尔日河畔瓦雷讷（45°56'31"N, 3°11'13"E）面积4.93 平方千米，位于法国奥弗涅-罗讷-阿尔卑斯大区多姆山省，该省份为法国中南部省份，北起阿列省接壤，东临卢瓦尔省，南至上盧瓦爾省和康塔爾省，西接科雷兹省和克勒兹省。
与莫尔日河畔瓦雷讷接壤的市镇（或旧市镇、城区）包括：勒谢、克莱尔朗德、莫尔日河畔马特尔、佩萨-维勒讷沃、萨尔东、莫尔日河畔尚巴龙。
莫尔日河畔瓦雷讷的时区为UTC+01:00、UTC+02:00（夏令时）。

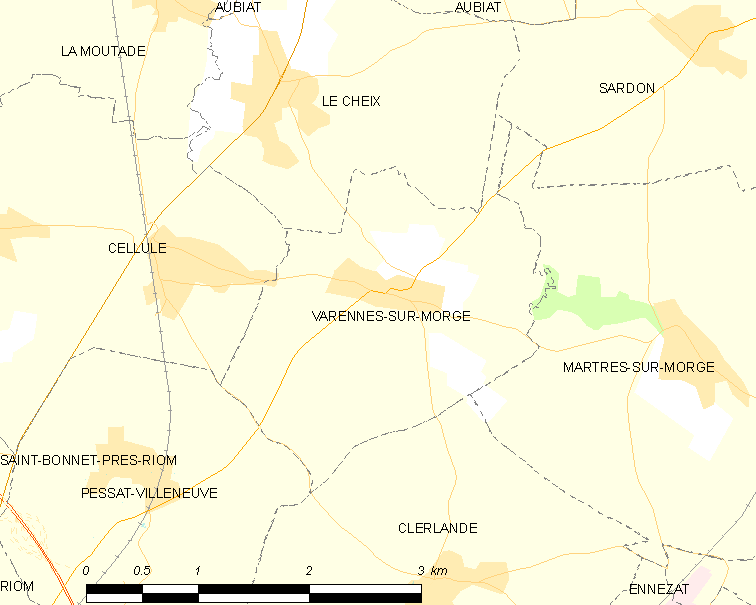
莫尔日河畔瓦雷讷的OSM定位图

## 行政
莫尔日河畔瓦雷讷的邮政编码为63720，INSEE市镇编码为63443。

## 政治
莫尔日河畔瓦雷讷所属的省级选区为艾格佩斯县。

## 人口

1962-2008年间莫尔日河畔瓦雷讷人口变化图示

莫尔日河畔瓦雷讷于2022年1月1日时的人口数量为432人。